# Antony Gautier
Antony Gautier (født 19. november 1977) er en fransk fodbolddommer fra Seclin. Han har dømt internationalt under det internationale fodboldforbund FIFA siden 2010. Han er indrangeret som kategori 1-dommer af Europas fodboldforbund.

## Kampe med danske hold
- Den 23. august 2012: Kvalifikation til Europa League: AC Horsens – Sporting Lissabon 1-1.
- Den 21. november 2012 (Champions league gruppespil. F.c. Nordsjælland - Shakhtar Donetsk 2-5)